# سید سعید شاهرخی
سید سعید شاهرخی (زادۀ ۱۰ شهریور ۱۳۴۴ خرم‌آباد) سیاستمدار اصلاح‌طلب ایرانی است که از مهر ۱۴۰۳ به‌عنوان‌ استاندار لرستان فعالیت می‌کند. او در دولت دوازدهم به‌عنوان‌ استاندار همدان فعالیت می‌کرد. 
از سوابق شغلی وی به معاونت سیاسی، امنیتی و اجتماعی استانداری قزوین، معاون سیاسی، امنیتی و اجتماعی استانداری لرستان، سرپرست معاونت توسعه مدیریت و منابع انسانی استانداری لرستان، فرماندار نهاوند، فرماندار شهرستان اسدآباد، شهردار ملایر، شهردار تویسرکان، شهردار قروه همدان، معاون فرماندار کهگیلویه و بویراحمد، رئیس دبیرخانه شورای برنامه‌ریزی و توسعه استان لرستان، کارشناس مسئول شورای توسعه و برنامه‌ریزی استان لرستان و کارشناس مسئول امور شهری و شوراها استانداری لرستان می‌توان اشاره کرد.

## سوابق
سید سعید شاهرخی مسئولیت‌های معاون سیاسی، امنیتی و اجتماعی استانداری همدان، قزوین و لرستان را بر عهده داشته است. همچنین سرپرست معاونت توسعه مدیریت و منابع انسانی استانداری لرستان، فرمانداری نهاوند، فرمانداری اسدآباد، شهرداری ملایر، شهرداری تویسرکان و شهرداری قروه درگزین را تجربه کرده‌است.